# Reuzenkoeskoes
De reuzenkoeskoes (Petauroides volans) is een zoogdier uit de familie van de kleine koeskoezen (Pseudocheiridae). De wetenschappelijke naam van de soort werd gepubliceerd door Robert Kerr in 1792. Tot 2020 was dit de enige levende soort uit het geslacht Petauroides, maar sindsdien zijn de soorten Petauroides armillatus en Petauroides minor van deze soort afgesplist.

## Kenmerken
De reuzenkoeskoes is een grote koeskoes en ook het grootste buideldier dat in staat is tot zweven. De vlieghuid zit vast aan de ellebogen en de enkels. Het dier heeft grote, ronde, behaarde oren, die net als de grote ogen naar voren zijn gericht, waardoor het dier stereoscopisch kan horen en zien en afstanden nauwkeurig kan inschatten. Daardoor zijn in het donker glijvluchten van meer dan 100 meter mogelijk met een precieze landing. De bovenkant van het lichaam is grijs tot bruin, in allerlei tinten, de onderkant wit of lichtgrijs. De staart is lang en sterk behaard. De kop-romplengte bedraagt 35 tot 48 cm, de staartlengte 460 tot 600 mm, de oorlengte 41 tot 52 mm en het gewicht 900 tot 1700 g. Het is de grootste soort uit het geslacht Petauroides.

## Leefwijze
Deze soort is 's nachts actief, is solitair en eet eucalyptusbladeren en -knoppen.

## Verspreiding
Deze soort komt voor in het oosten van Australië, van New South Wales tot Daylesford (Victoria).

## Voortplanting
Mannetjes en vrouwtjes gaan een vaste paarverbinding aan en wonen de meeste tijd van het jaar samen in een boomhol. Van maart tot juni wordt er gepaard. Er wordt één jong geboren, dat 4 tot 5 maanden in de buidel blijft en daarna 1 tot 2 maanden in het nest blijft of door de moeder wordt gedragen tot het na negen maanden onafhankelijk wordt. Mannelijke jongen worden na 10 maanden door de vader weggejaagd.